# VM Houses
VM Houses es un proyecto de viviendas que consta de dos edificios de apartamentos adyacentes en Ørestad, Copenhague, Dinamarca. Diseñado por JDS Architects y Bjarke Ingels Group, la M House con 95 unidades, fue realizada en el año 2004 y la V House con 114 unidades, en el año 2005.

## Contexto

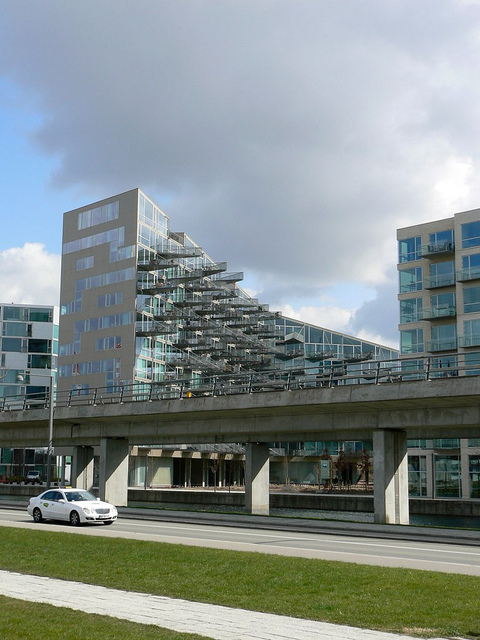
VM Houses en Ørestad, Copenhagen, Dinamacrca. Fueron diseñadas por PLOT, una firma de arquitectura extinta, fundada por Bjarke Ingels y Julien de Smedt.

El desarrollador Per Høpfner, trabajando con la empresa Dansk Olie og Naturgas —ahora DONG Energy—, estaba interesado en la creación de viviendas en Ørestad en unos terrenos comprados al estado. A pesar de que Bjarke Ingels y Julien De Smedt no habían construido nada en una escala tan grande antes, decidió encargarles a PLOT, su empresa de arquitectura, el diseño de VM Houses. El hijo de Høpfner, Peter, explicó cuan cooperativo Ingels resultó ser, siempre dispuesto a adaptar sus planes si los costes eran demasiado elevados. «VM puede parecer una locura», dice Høpfner, «pero se ajustó al presupuesto». Él cree que el éxito del proyecto se debió en parte a las frecuentes discusiones que el arquitecto tuvo con el desarrollador en su papel como contratista general. Ingels vivió en el complejo hasta 2008, cuando se trasladó a las Viviendas de la Montaña.

## Diseño
Inspirado por el concepto de Le Corbusier, Unidad de Vivienda, los dos bloques de viviendas, con sus plantas con la forma de las letras V y M, se han diseñado con énfasis en aprovechar la luz diurna, la privacidad y las vistas. En lugar de mirar por encima al edificio vecino, todos los apartamentos disponen de vistas diagonales al paisaje de los alrededores. Los pasillos son cortos, más bien como agujeros de bala a través del edificio. Hay unos 80 tipos diferentes de apartamentos en el complejo, adaptables a las necesidades individuales.

## Premio
VM Casas fue el primer gran proyecto diseñado por Julien De Smedt y Bjarke Ingels, ganando el Foro de la concesión de AYUDA para la mejor construcción en los países escandinavos en el 2006.

## Para más información
- Ingels, Bjarke (2009). Yes is More: An Archicomic on Architectural Evolution. Copenhague. ISBN 9788799298808.